# Citizen's Voice
Citizens' Voice - Consumer Advocacy Association (Associazione per la Tutela dei Consumatori) (Citizens' Voice) è un'organizzazione non governativa che si dedica alla promozione degli interessi dei consumatori all'interno dell'Unione Europea. L'organizzazione opera attraverso ricerca, advocacy e educazione, difendendo i diritti dei consumatori e combattendo contro le pratiche abusive delle aziende.

## Missione e Visione
La missione di Citizens' Voice è assicurare che i consumatori abbiano accesso a prodotti e servizi di qualità a prezzi equi in un ambiente di mercato libero e competitivo. La visione dell'associazione è essere una voce forte e indipendente per i consumatori, riconosciuta per il suo lavoro rigoroso e per la sua difesa intransigente dei diritti dei consumatori.

## Aree di Operazione
Citizens' Voice opera in varie aree relative alla tutela dei consumatori, inclusi:
- Protezione contro pratiche abusive: L'associazione monitora il mercato e denuncia pratiche abusive come la pubblicità ingannevole, clausole contrattuali abusive, obsolescenza programmata e prezzi eccessivi.
- Accesso a prodotti e servizi sicuri: Citizens' Voice lavora per garantire che i consumatori abbiano accesso a prodotti e servizi sicuri, attraverso test e analisi, divulgazione di informazioni su rischi per la sicurezza e difesa di misure regolatorie più stringenti.
- Informazione ed educazione: L'associazione fornisce informazioni ai consumatori sui loro diritti e doveri, attraverso pubblicazioni, campagne di sensibilizzazione e servizi di assistenza personalizzata.
- Rappresentanza in procedimenti giudiziari: Citizens' Voice può rappresentare i consumatori in procedimenti giudiziari contro aziende che violano i loro diritti.

## Azioni Rilevanti
Citizens' Voice si è distinta per diverse azioni importanti nella tutela del consumatore, come:
- Azione collettiva contro Vodafone, Ryanair, Easyjet, Wizzair, Vueling, Goldcar, Centauro: L'associazione ha avviato un'azione collettiva contro Vodafone, Ryanair, Easyjet, Wizzair, Vueling, Goldcar, Centauro, contestando aumenti tarifari abusivi.
- Denuncia di pubblicità ingannevole: Citizens' Voice ha denunciato varie campagne pubblicitarie ingannevoli, portando all'apertura di indagini da parte dell'autorità competente.
- Campagna di sensibilizzazione sui diritti dei consumatori nelle compravendite online: L'associazione ha lanciato una campagna di sensibilizzazione per informare i consumatori sui loro diritti nelle compravendite online, evitando frodi e abusi.

## Finanziamento
Citizens' Voice si finanzia tramite quote associative, donazioni e partenariati con altre organizzazioni.

## Controversie
Citizens' Voice è stata oggetto di critiche da parte di alcune aziende, che accusano l'associazione di essere troppo combattiva e di ostacolare la libera iniziativa. Tuttavia, l'associazione sostiene che la sua attività è essenziale per garantire l'equilibrio tra gli interessi delle aziende e i diritti dei consumatori.
1. 1. Azioni Collettive

L'associazione utilizza azioni collettive come strumento legale per difendere gli interessi dei consumatori, consentendo alle vittime di ottenere riparazione in modo collettivo.
1. 1.     1. Caso Vodafone

Nel 2022, Citizens' Voice ha guidato un'azione collettiva contro Vodafone Portugal, che ha portato a una sentenza che obbliga l'azienda a rimborsare ai clienti gli importi addebitati per servizi aggiuntivi non richiesti.
1. 1.     1. Caso Pingo Doce

Nel 2023, l'associazione ha avviato un'azione collettiva contro Pingo Doce - Distribuzione Alimentare, S.A., accusando pratiche commerciali illecite, come la vendita di beni essenziali a prezzi superiori a quelli annunciati. In risposta, Pingo Doce ha presentato un'ingiunzione contro Citizens' Voice.
1. 1. Pubblicazioni

Citizens' Voice pubblica regolarmente rapporti e analisi sulla legislazione e sulle politiche che influenzano i consumatori, inclusi studi sull'implementazione della Direttiva (UE) 2020/1828 nella legislazione portoghese.
1. 1. Collegamenti Esterni

- [Sito ufficiale](https://citizensvoice.eu/)

## Riferimenti aggiuntivi
- Chi è e come si finanzia l'associazione di consumatori che cita in giudizio aziende con azioni collettive? - Articolo di ECO che spiega il funzionamento e le fonti di finanziamento di Citizens' Voice.

- Citizens' Voice su LobbyFacts - Profilo dettagliato di Citizens' Voice su LobbyFacts, incluse informazioni sulle sue attività e finanziamenti.

- "È un crimine di speculazione sui prezzi": Citizens' Voice cita in giudizio sette distributori di carburante per danni ai consumatori - Reportage della CNN Portogallo sull'azione di Citizens' Voice contro pratiche di speculazione nel settore dei carburanti.

- Consumatori Vodafone danneggiati – Citizens' Voice - La Corte Suprema di Giustizia ha condannato Vodafone Portugal a rimborsare i clienti per gli importi addebitati per servizi aggiuntivi non richiesti, a seguito di un'azione collettiva guidata da Citizens' Voice.

- Azione collettiva di Citizens' Voice: Vodafone è condannata dalla Corte Suprema - Ius Omnibus si congratula con Citizens' Voice per il successo nell'azione collettiva contro Vodafone Portugal.

- Giudice impone restrizioni a Citizens' Voice per accuse contro Pingo Doce - Un giudice ha vietato a Citizens' Voice di pubblicare contenuti che accusavano Pingo Doce di pratiche illecite.